# アンリ4世校

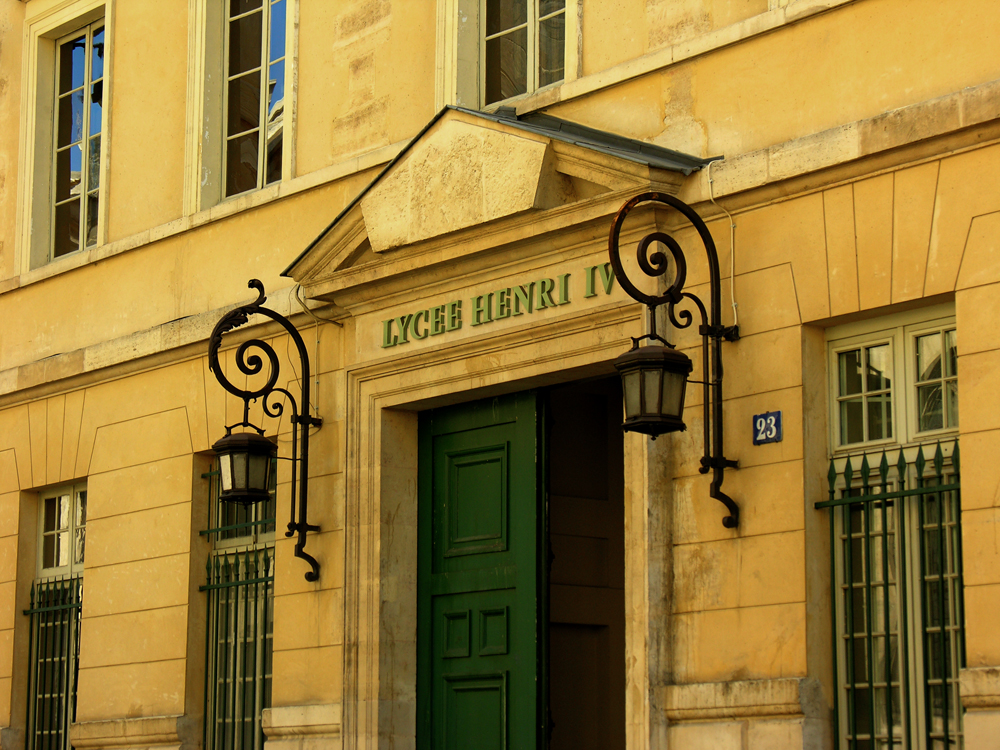
クロヴィス通りに面した入口

アンリ4世校（アンリ4せいこう、仏: Lycée Henri-IV）またはリセ・アンリ・キャトルは、フランス・パリの公立リセ、PSL研究大学附属準備学校。
パリ5区のカルチエ・ラタンにあり、コレージュからグランゼコール準備級まで、2600人以上の生徒が在籍する。バカロレア、コンクール・ジェネラル、グランドゼコール入学試験、特に文科系入学試験（パリ、リヨン、パリ・サクレの高等師範学校、フランス国立古文書学校）で優秀な成績を収めていることで有名である。
リセ・ルイ＝ル＝グランと共にフランスで最高のリセと見做され、エリート主義で有名で、政治家ではエマニュエル・マクロン、文芸界ではアンドレ・ジッド、サルトル、フーコー、ドゥルーズ、シモーヌ・ヴェイユなどを輩出し、ジョルジュ・ポンピドゥーやアンリ・ベルクソンが教師として在籍した。
学校の標語は「Domus Omnibus Una（皆の為の家）」。

## 沿革および建造物
アンリ4世校は、セーヌ川左岸のカルチエ・ラタンの中心部で、パンテオンとサン＝テティエンヌ＝デュ＝モン教会とムフタール通りの近く、かつてのサント＝ジュヌヴィエーヴ修道院の位置にある。歴史、建築、文化に富んだカルチエ・ラタンには、フランスで最も歴史があり最も権威ある学校、すなわち高等師範学校やソルボンヌ、コレージュ・ド・フランス、およびリセ・ルイ＝ル＝グランがある。

### 校舎
旧サント＝ジュヌヴィエーヴ修道院から受け継いだ、11世紀から18世紀にかけての建造物（回廊、クロヴィス塔（旧鐘楼）、礼拝堂（旧食堂）、サル・デ・メダイユ（旧珍品館））も歴史的建造物に指定されている。 1996年頃に行われた改修工事により、カロリング朝時代の遺構が発見された。
修道院は506年に初めて創設された。それは王室の後ろ盾を受けて繁栄し、ソルボンヌに不可欠な一部となり、巨大な図書館を収容していた。修道院はフランス革命中に（抵抗する宗教家たちが）鎮圧されて、1796年10月にこの場所がフランスで最初の公立学校となった。発足以来、このリセは次のように幾度か改名している。エコール・サントラル・ドゥ・パンテオン（École Centrale du Panthéon、1794-1804）→リセ・ナポレオン（Lycée Napoléon、1804-1815）→コレージュ・アンリ・キャトル（Collége Henri IV、1815-1848）→リセ・ナポレオン（Lycée Napoléon、1848-1870）→リセ・コルネイユ（Lycée Corneille、1870-1872)、そして1873年に現在の名前で定着した。

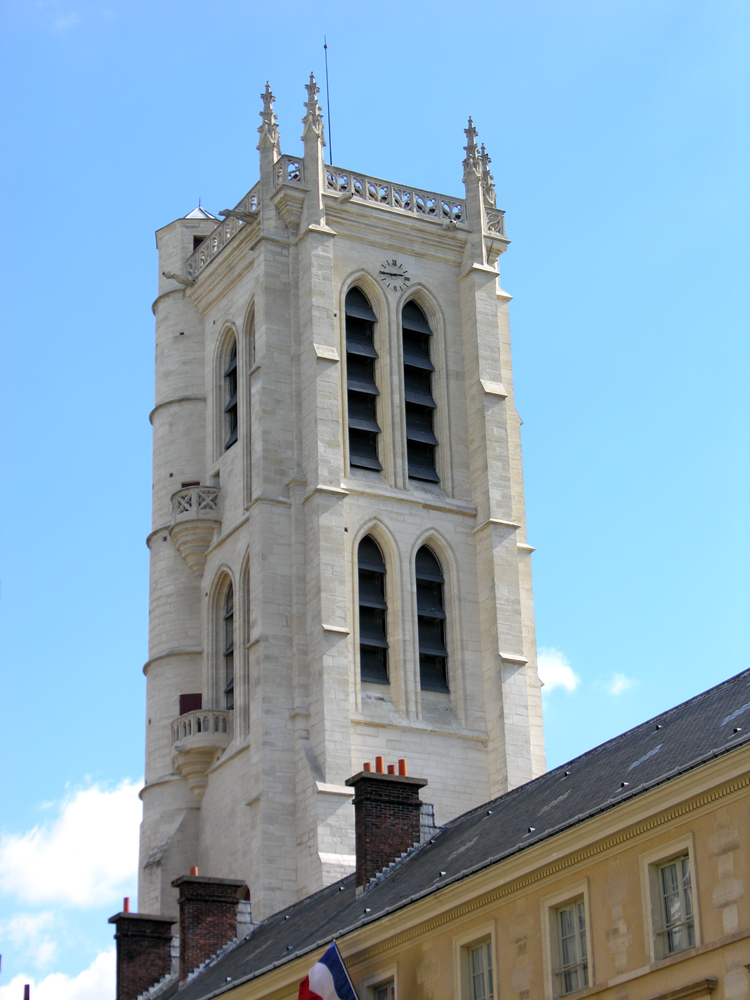
アンリ4世校にある、クロヴィス塔（鐘楼）

現在のアンリ4世校は旧修道院の特徴を多く残している。ヨーロッパで3番目に多い本の所蔵（19世紀中に近くのサント＝ジュヌヴィエーヴ図書館に移管された）があった旧修道院の図書館は4つの通路で構成され、それらが交わる交差点にはキューポラがある。1730年代に画家ジャン・レストゥー2世によってフレスコ画と彫刻が施されたキューポラのほかに、18世紀の鏡板と舗道があるのもこのリセの大きな特徴の1つである。同図書館の2つの通路は現在リセおよびグランゼコール準備級の図書館として使用され、他の2つの通路は会議や試験のための部屋として使用されている。
もう一つの見所は、かつて驚異の部屋（自然の珍品や芸術作品を展示するために使用された部屋）として使われていた細長いギャラリーのメダルの部屋（Salle des médailles）である。そこには18世紀に遡る贅沢な装飾および彫刻が施されたバロック様式の鏡板と鏡がある。このリセの礼拝堂は中世にさかのぼり、恐らく当リセで最も有名な外観である修道院およびクロヴィス塔（Clovis tower）も同じく中世のものである。サール・デ・アクト（Salle des Actes）という部屋では、1990年代の修復中に発見された、この修道院の修道士を象った中世の肖像を展示している。聖母の階段（escalier de la Vierge）と呼ばれる主要階段は、中央部装飾に聖母マリアの17世紀の彫像があり、これもまた目を引く特徴である。

## 著名な卒業生

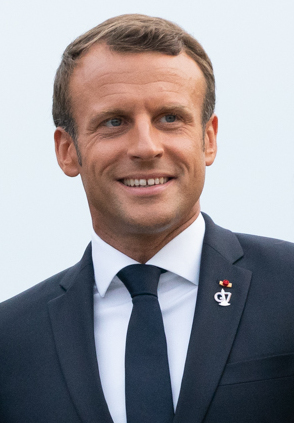
卒業生のエマニュエル・マクロン

### 政界・官界・貴族階級
- レオン・ブルム（フランス人民戦線内閣の首相）
- モーリス・シューマン（アカデミー・フランセーズのフェロー、外務大臣、上院議員）
- エマニュエル・マクロン（第25代フランス大統領）
- ミシェル・サパン（英語版）（法務次官91年5月、経済・財務大臣、公務員・国家改革大臣、財務・公会計大臣を歴任[2]
- ローラン・ヴォキエ（英語版）（高等教育・研究大臣。フランス共和党の総裁[3]）
- ルネ・カピタン（法学者、政治家）
- クリストファー・マイヤー（駐米英国大使[4]）
- ジョルジュ＝ウジェーヌ・オスマン（男爵、セーヌ県知事[5]）
- アンリ公（フランス王位請求者）

### 財界
- クレール・ドルラン＝クローゼ（英語版）（ミシュランの広報責任者[6]）

### 文芸・学術界
- ジル・ドゥルーズ（哲学者）
- バレンティン・フェルドマン（英語版）（哲学者、フレンチ・レジスタンス会員）
- ミシェル・フーコー（哲学者）
- クロード・ルフォール（哲学者、政治活動家）
- ジャック・マリタン（哲学者）
- ポール・ニザン（哲学者、作家）
- ジャン＝ポール・サルトル（哲学者）
- シモーヌ・ヴェイユ（哲学者）
- レオン＝ポール・ファルグ（詩人）
- アルフレッド・ド・ヴィニー（詩人）
- ピエール・ピュヴィス・ド・シャヴァンヌ（画家）
- ヴィクトール・バルタール（建築家[7]）
- ジャック・デ・ブルボン・ブッセ（英語版）、（CERN共同設立者、アカデミー・フランセーズ会員）
- イザムバード・キングダム・ブルネル（イギリスの技術者）
- エスター・デュフロ（経済学者、マサチューセッツ工科大学教授、2010年ジョン・ベイツ・クラーク賞受賞）
- エマニュエル・ル・ロワ・ラデュリ（歴史家、著書『モンタイユー』が最も有名）
- ピエール・ヴィダル＝ナケ（歴史家）
- エリック・ロメール、ヌーヴェルヴァーグ（映画監督、作家、俳優）ベルトラン・タヴェルニエ（俳優、映画監督、演出家）
- カミーユ・ダルメ（歌手）
- パトリック・ブリュエル、フランスのシンガーソングライター（彼の楽曲「"Place des grands hommes"」でこのリセに言及している）
- アンドレ・ジッド（作家）
- ジュリアン・グラック（作家）
- アルフレッド・ジャリ（作家、戯曲『ユビュ王』などの作者）
- ピエール・ロティ（海軍軍人、作家）
- ギ・ド・モーパッサン（作家）
- プロスペル・メリメ（作家、『カルメン』の作者）
- アルフレッド・ド・ミュッセ（劇作家、詩人）
- マザリーヌ・パンジュ（小説家、記者。第21代大統領フランソワ・ミッテランの婚外子）
- プランチュ（ル・モンド紙の風刺漫画家）
- アンドレ・ヴァン＝トロワ（英語版）（枢機卿、現任パリ大司教）
- ジャン・ヨヨッテ（英語版）（エジプト学者[8]）
- アルベール・ティボーデ（随筆家、評論家）
- ジャック・バンヴィル（歴史家、右翼思想家）

## 著名な教師
- ジョルジュ・ポンピドゥー（第19代フランス大統領）
- アンリ・ベルクソン（哲学者）
- エティエンヌ・ボルヌ（英語版）（哲学者）
- エミール＝オーギュスト・シャルティエ（哲学者）
- ジャン＝ルイ・ボリ（英語版）（小説家、映画評論家[9] ）
- ジョルジュ・キュヴィエ（博物学者、動物学者。サラ・バートマンの解剖担当者）